# Tajemné okno
Tajemné okno (v anglickém originále Secret Window) je americký mysteriózní film z roku 2004. Režisérem filmu je David Koepp. Hlavní role ve filmu ztvárnili Johnny Depp, John Turturro, Maria Bello, Timothy Hutton a Len Cariou.

## Obsazení
| Johnny Depp       | Mort Rainey   |
| John Turturro     | John Shooter  |
| Maria Bello       | Amy Rainey    |
| Timothy Hutton    | Ted Milner    |
| Len Cariou        | Dave Newsome  |
| Charles S. Dutton | Ken Karsch    |
| John Dunn Hill    | Tom Greenleaf |
| Joan Heney        | paní Gervey   |
| Vlasta Vrana      | Wickersham    |